# Бирдсонг (Арканзас)
Бирдсонг (енгл. Birdsong) град је у америчкој савезној држави Арканзас.

## Демографија
По попису из 2010. године број становника је 41, што је 1 (2,5%) становника више него 2000. године.
| Група             | 2000.       | 2010.      |
| Белци             | 0 (0,0%)    | 12 (29,3%) |
| Афроамериканци    | 40 (100,0%) | 29 (70,7%) |
| Азијати           | 0 (0,0%)    | 0 (0,0%)   |
| Хиспаноамериканци | 0 (0,0%)    | 0 (0,0%)   |
| Укупно            | 40          | 41         |